# Universidad Nacional de San Cristóbal de Huamanga
La Universidad Nacional de San Cristóbal de Huamanga (siglas: UNSCH), es una universidad pública peruana ubicada en la ciudad que los españoles fundaron en 1540 con el nombre de San Juan de la Frontera de Huamanga, hoy conocida con el nombre de Ayacucho. Con sus más de 300 años de historia es considerada como la segunda universidad fundada de forma oficial en el Perú.
La UNSCH tiene como fin generar, promover y difundir conocimientos, tecnología e investigación mediante el profesorado y el alumnado comprometido con la innovación, el liderazgo y la creatividad; y que siguen un objetivo en común, servir al pueblo.

## Historia

### Reseña histórica
Fue fundada con categoría de Real y Pontificia, el 3 de julio de 1677, por el Ilustre Obispo de la diócesis de Huamanga, Don Cristóbal de Castilla y Zamora. La fundación fue refrendada el 21 de diciembre de 1680 por el rey Carlos II de España. Su creación también contó con la confirmación del Papa Inocencio XI, mediante Bula Pontificia. Inicialmente fue una universidad aristocrática que benefició a la nobleza colonial huamanguina.
Fue clausurada después de casi 200 años de funcionamiento ininterrumpidos, los problemas políticos y económicos por los que atravesaba el país hicieron inminente su clausura en 1876 (entre otras universidades como las de Trujillo y Puno). La ciudadanía elevó su protesta por el cierre, en 1876 se reúnen los ciudadanos ayacuchanos con la finalidad de pedir al Gobierno la reorganización y restablecimiento de la Universidad.
En 1883, el general Andrés A. Cáceres ordenó mediante un Decreto la reinstalación de la Universidad. La difícil marcha de la Universidad no pudo escapar ni permanecer ajena al mal momento político que se vivía en el país. Así a los pocos años de funcionamiento con serios tropiezos, el prefecto Pedro Mas dispuso su clausura en 1895 y en octubre de 1886, el Congreso de la República dio una ley disponiendo la clausura de la Universidad de Huamanga.
Posterior a esta clausura, luego de 80 años, nuevamente se reabre con el apoyo de toda la comunidad ayacuchana, en especial de sus instituciones y personajes más representativos, entre ellos varios intelectuales que en esa época estaban en el gobierno. La reapertura de la universidad se inicia con el nombre de Universidad Nacional de San Cristóbal de Huamanga, por mandato de la Ley 12828, promulgada el 24 de abril de 1957, reiniciando sus labores académicas el 3 de julio de 1959.

### Símbolos de la universidad

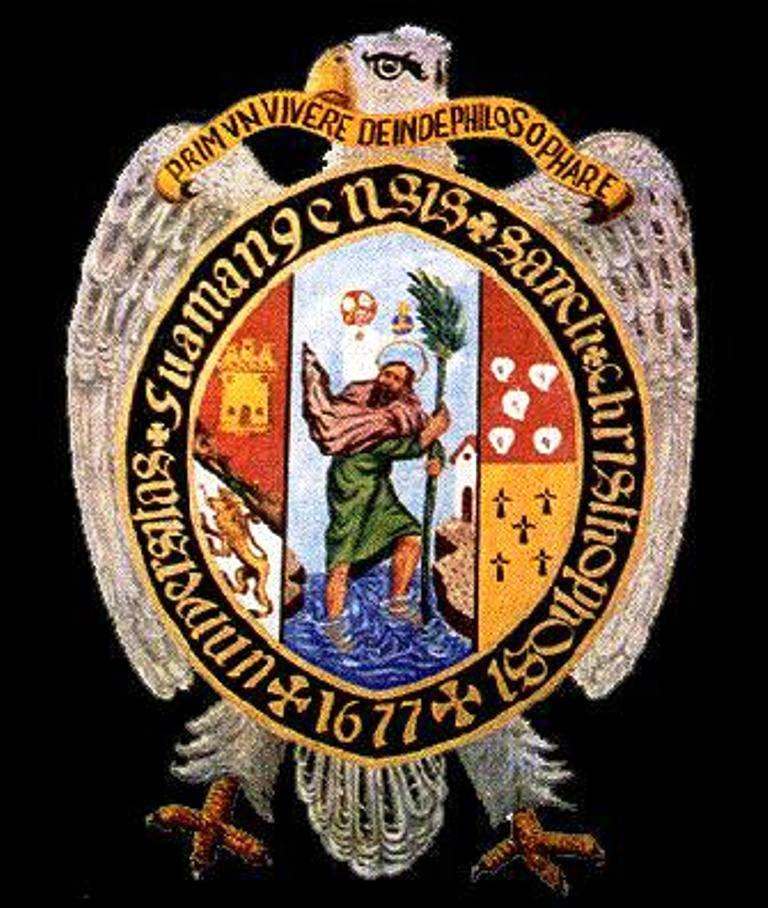
Escudo de la universidad.

Desde su fundación en 1677, la Universidad de San Cristóbal ha tenido diversos símbolos institucionales, entre los cuales destacan los siguientes:
- Escudo: Tiene como símbolo el huaman, el halcón -que es un tótem, es decir, un animal sagrado en el mundo andino-,[2] que sostiene una franja donde se aprecia el lema: "Primvn vivire de inde philosophare" (latín: primero vivir, luego filosofar). Al interior del escudo ovalado, se lee otra frase en latín: "Universitas Guamangensis Sancticristophosi 1677". El escudo está dividido en tres zonas. En el lado izquierdo se encuentra una banda verde con una cabeza de dragón en cada extremo se extiende diagonalmente. En la parte baja, aparece un león rojo coronado de plata y en la parte alta, un castillo de oro que se alza sobre un fondo rojo. El significado de estos símbolos corresponden a las armas de Castilla y León. Entre el castillo y el león se levanta una barra nacida de dos dragantes de oro. Este representa la asistencia a la batalla del Salado, en los campos de Tarifa, del rey Alfonso XI de Castilla, en 1340. Al centro del escudo, en una posición dominante, aparece la imagen de San Cristóbal, apoyado en una palmera y alzando a Jesús Niño en el hombro derecho, vestido de una túnica, cuyas manos rodean el mundo, mientras en santo cruza el río Jordán. Al lado derecho aparecen los símbolos referentes al escudo de los Guevara, referencia al segundo fundador y primer rector de la universidad, Diego Ladrón de Guevara Orozco y Calderón. En la parte alta muestran cinco panelas, figura que simula la hoja del álamo y tiene forma de corazón. En la parte baja cinco flechas.

## Organización

### Facultades
La UNSCH cuenta con 28 Escuelas de Formación Profesional, distribuidas en 10 Facultades.
| Facultad                                                     | Escuela |
| ------------------------------------------------------------ | --- |
| Facultad de Ciencias Agrarias                                | Agronomía |
| Facultad de Ciencias Agrarias                                | Ingeniería Agrícola |
| Facultad de Ciencias Agrarias                                | Medicina Veterinaria |
| Facultad de Ciencias Agrarias                                | Ingeniería Agroforestal |
| Facultad de Ciencias Biológicas                              | Biología |
| Facultad de Ciencias de la Salud                             | Enfermería |
| Facultad de Ciencias de la Salud                             | Farmacia y Bioquímica |
| Facultad de Ciencias de la Salud                             | Medicina Humana |
| Facultad de Ciencias de la Salud                             | Obstetricia |
| Facultad de Ingeniería de Minas, Geología y Civil            | Ingeniería de Minas |
| Facultad de Ingeniería de Minas, Geología y Civil            | Ingeniería Civil |
| Facultad de Ingeniería de Minas, Geología y Civil            | Ciencias Físico-Matemáticas |
| Facultad de Ingeniería de Minas, Geología y Civil            | Ingeniería de Sistemas |
| Facultad de Ingeniería Química y Metalúrgia                  | Ingeniería Química |
| Facultad de Ingeniería Química y Metalúrgia                  | Ingeniería en Industrias Alimentarias |
| Facultad de Ingeniería Química y Metalúrgia                  | Ingeniería Agroindustrial |
| Facultad de Ciencias Económicas, Administrativas y Contables | Administración de Empresas |
| Facultad de Ciencias Económicas, Administrativas y Contables | Contabilidad y Auditoría |
| Facultad de Ciencias Económicas, Administrativas y Contables | Economía |
| Facultad de Educación                                        | Educación Inicial |
| Facultad de Educación                                        | Educación Primaria |
| Facultad de Educación                                        | Educación Secundaria: - Matemática, Física e Informática - Lengua española y Literatura - Lengua Española e Inglés - Ciencias Sociales - Ciencias Naturales |
| Facultad de Educación                                        | Educación Física |
| Facultad de Derecho y Ciencias Políticas                     | Derecho |
| Facultad de Ciencias Sociales                                | Antropología Social |
| Facultad de Ciencias Sociales                                | Arqueología e Historia |
| Facultad de Ciencias Sociales                                | Trabajo Social |
| Facultad de Ciencias Sociales                                | Ciencias de la Comunicación |

- Creadas y aperturadas recientemente: Ingeniería Forestal y Medicina Humana.

## Sedes e infraestructura

### Centros de prestación de servicios
Ofrece sus servicios a la comunidad ayacuchana con cursos de computación, acreditando su aprobación mediante certificados. Brinda apoyo y asesoramiento a las diferentes instituciones estatales y privadas de la región en materia de informática.
- Centro Docente Materno Infantil
- Consultorio Jurídico
- Laboratorio de Análisis Microbiológico de Alimentos
- Museo de Historia Natural
- Farmacia de Servicios Asistenciales
- Instituto de Idiomas
- Imprenta y Talleres Gráficos
- Taller de Mecánica
- Oficina de Transporte (local e interprovincial)
- Laboratorio Fotográfico

## Investigación

### Centros e institutos de investigación

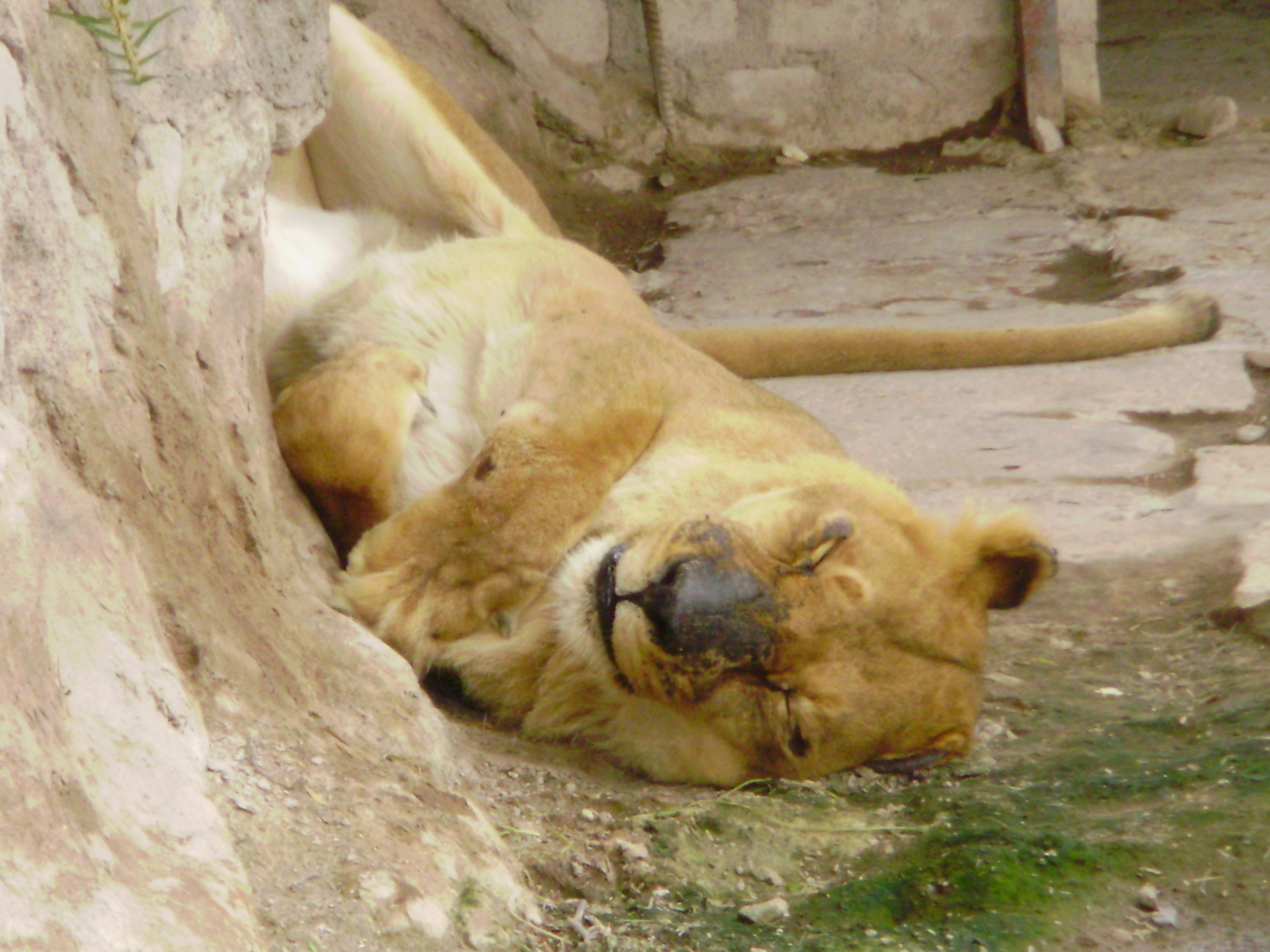
Leona captada mientras descansa en el zoológico de la universidad.

Ambientes donde se realizan prácticas, investigaciones y experiencias diversas, Se hallan ubicados en diferentes lugares, pisos y altitudes y provincias del departamento de Ayacucho.
- Fundo Wayllapampa
- Pampa del Arco
- Centro Experimental de Canaán
- Fundo de Allpachaka
- Centro Experimental de "La Totorilla"
- Planta de Cerámica
- Centro Agropecuario Iribamba

## Cultura y patrimonio

### Tuna Universitaria
La Tuna Universitaria San Cristóbal de Huamanga (TUSCH), la tuna decana, es la primera tuna del Perú y América Latina. Se fundó el 1 de abril de 1963, motivada por la influencia de la Tuna de Madrid, que aquella vez arribó a la ciudad de Huamanga. Su debut oficial fue el 12 de mayo de 1963 en el Teatro Cavero Torres de Huamanga.
Sus diferentes presentaciones en escenarios del país y Latinoamérica la sindican como una de las tunas más tradicionales y representativas a nivel nacional. Difunde canciones de tuna, música ayacuchana y nacional. En la llamada “época de oro”, de 1965 a mediados de 1980, la TUSCH llegó a grabar 6 Lps; y a mediados de 1990, 1 álbum en casete. En el 2003, con motivo de sus Bodas de Rubí, los seis Lps fueron reeditados en un paquete de 3 discos compactos.

Actualmente la TUSCH está conformada por 25 integrantes provenientes de las 10 facultades y 26 escuelas de formación profesional de la Universidad Nacional San Cristóbal de Huamanga.

### Centro de Folkclore
Constituido por el Elenco de Danzas de la Universidad y conformado por jóvenes universitarios, de diversa edad y sexo, difunden las danzas y costumbres típicas de los pueblos de la región. A la fecha tienen registradas múltiples presentaciones artísticas en diferentes escenarios del país y del extranjero. Es aclamado y premiado representando al Perú, en los países de Latinoamérica.

### Coro universitario
Integrado por un especial elenco de artistas de la comunidad universitaria y colectividad ayacuchana. Debidamente organizados y con un vestuario especial, ofrecen con cierta regularidad festivales de coro en la institución y en otras entidades sociales y culturales que solicitan su presentación.

### Centro de producción
La universidad cuenta con los siguientes centros de Producción:
- Planta piloto de producción de inoculantes
- Bodega piloto para la producción de vinos y licores
- Planta piloto de jugos de frutas y de conservas
- Taller electromecánico
- Librería universitaria

## Deportes

### Club deportivo
La universidad cuenta con un club deportivo: Club Deportivo de la Universidad Nacional de San Cristóbal de Huamanga, cuya gestión recae en el departamento de Educación Física. Fue fundado el 29 de marzo de 1978.
Participó en la Intermedia durante la década de 1980 donde integró la Región Centro pero no pudo lograr el ascenso a la Primera División.
En el 2019, alcanzaron la etapa nacional de la Copa Perú 2019, luego de haber sido subcampeón de la Liga Distrital de Ayacucho, campeón de la Liga Provincial de Huamanga y subcampeón de Liga Departamental de Ayacucho.

## Rankings académicos
En los últimos años se ha generalizado el uso de rankings universitarios internacionales para evaluar el desempeño de las universidades a nivel nacional y mundial; siendo estos rankings clasificaciones académicas que ubican a las instituciones de acuerdo a una metodología científica de tipo bibliométrica que incluye criterios objetivos medibles y reproducibles, tomando en cuenta por ejemplo: la reputación académica, la reputación de empleabilidad para los egresados, la citas de investigación a sus repositorios y su impacto en la web. Del total de 92 universidades licenciadas en el Perú, la Universidad Nacional Federico Villarreal se ha ubicado regularmente dentro de los cincuenta primeros lugares a nivel nacional en determinados rankings universitarios internacionales.